# 丹地科學中心

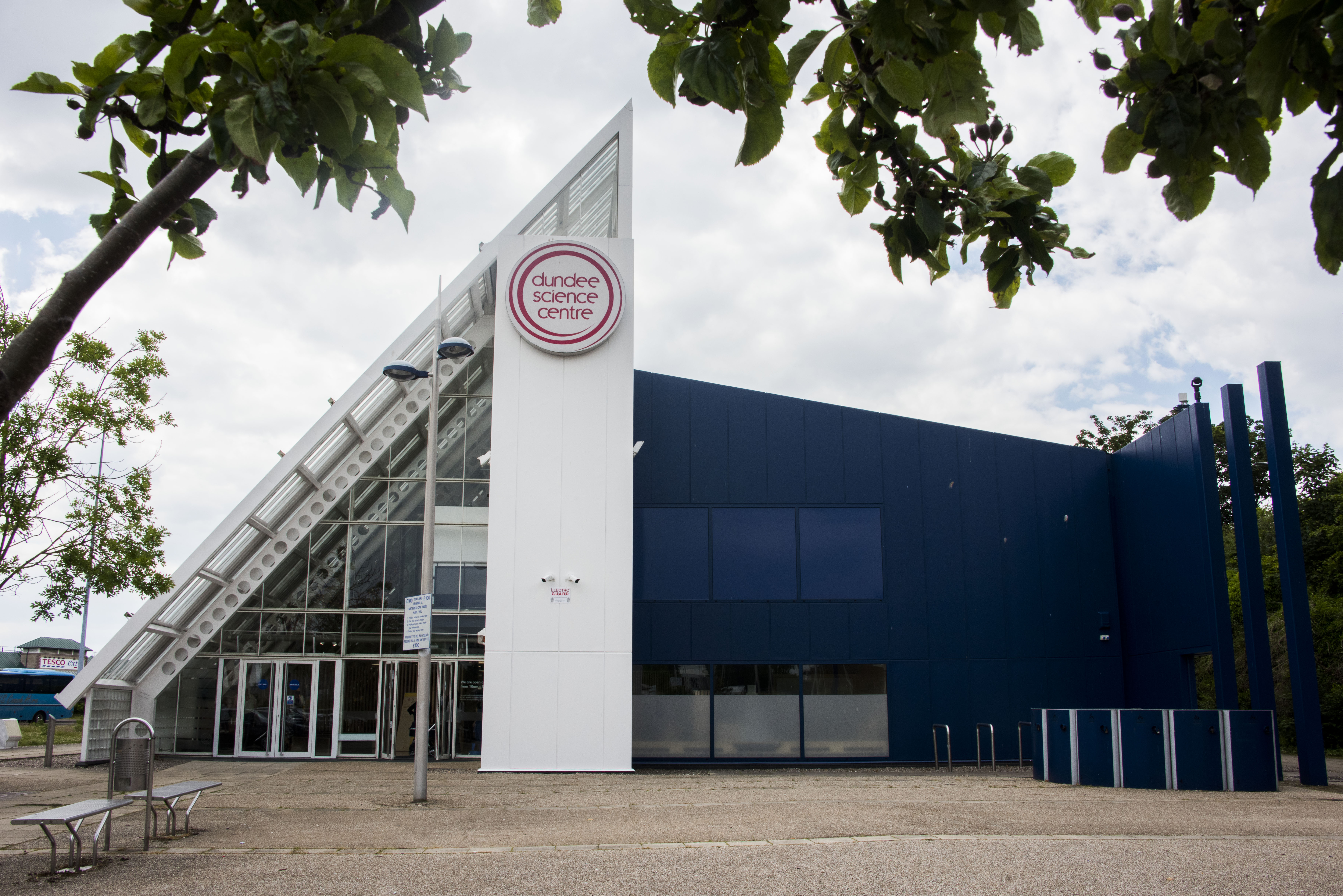

丹地科學中心（英語：Dundee Science Centre）是一座位於蘇格蘭丹地的科学博物馆，於2000年7月開幕，耗資約500萬鎊。它是一個非營利組織，由政府資助及私人捐款來籌集營運資金。
丹地科學中心展品主要圍繞生命科學和机器人学。此外科學中心每天都有表演演出，表演主題會定時更換。
科學中心每天開放時間為早上10時至下午5時。雖然它是非營利組織，但仍需購票才能進場參觀。